# 阿米雷司
阿米雷司（英语：Aminorex），也叫氨苯𫫇唑啉，是一种减肥（厌食）兴奋剂药物。在被发现会引起肺动脉高压后，它被撤市了。在美国，它是一种非法的附表I药物，这意味着它有很高的滥用可能性，没有被接受的医疗用途，而且安全性很差。
阿米雷司属于2-氨基-5-芳基𫫇唑啉类，由麦克尼尔实验室于1962年开发。它与4-甲基阿米雷司密切相关。阿米雷司已被证明具有运动兴奋作用，介于右旋苯丙胺和甲基苯丙胺之间。阿米雷司的作用归因于儿茶酚胺的释放。它可以作为左旋咪唑（一种驱虫药）的代谢产物生产，左旋咪唑有时被用作非法生产的可卡因的切割剂。

## 历史
它于1962年由爱德华·约翰·赫尔伯特发现，并于1963年迅速被发现对老鼠有厌食作用。它于1965年作为处方食欲抑制剂在德国、瑞士和奥地利推出，但在被发现会导致大约0.2%的患者肺动脉高压并与许多死亡有关后，于1972年被撤回。

## 合成
该药物的合成首先在2-氨基-5-芳基-2-𫫇唑啉的构效关系研究中发现，其中发现阿米雷司在诱导大鼠厌食方面比硫酸右旋苯丙胺强约2.5倍，并且还据报道具有中枢神经兴奋作用。

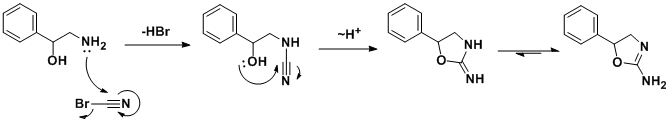

外消旋合成涉及2-氨基-1-苯基乙醇与溴化氰的加成/环化反应。类似的合成也已发表。为了寻找更便宜的合成路线，一个德国团队开发了一条替代路线，该路线通过使用手性氧化苯乙烯，以获得对映体纯的产品。